# M-learning
M-learning (neboli Mobile learning) znamená učení se prostřednictvím mobilních zařízení. 

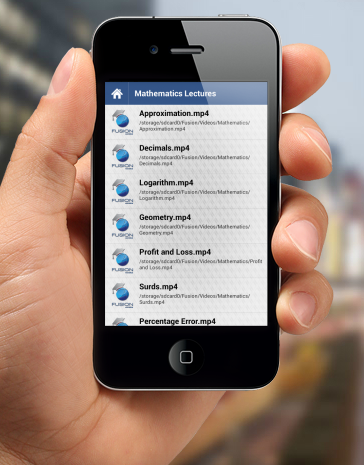
M-learning

 Jedná se o jakoukoli podobu či formu učení odehrávající se v on-line prostředí prostřednictvím mobilních zařízení jako jsou mobilní telefony, tablety, notebooky, kapesní počítače (např. PDA) či MP3 přehrávače. M-learning se zaměřuje na to, aby proces učení byl dostupnější, pružnější a osobnější.
M-learning je forma e-learningu a zároveň nová etapa rozvíjející distanční vzdělávání (neboli d-learning). Mobilní zařízení jsou vzdělávacími nástroji umožňující získávat či prohlubovat znalosti a dovednosti bez ohledu na místo nebo čas, jelikož prostřednictvím m-learningu je možné se vzdělávat všude a v každém okamžiku, což zvyšuje pohodlí studia. Mobilní zařízení však mohou být stejně snadno využity mimo vyučování, jako v něm, jelikož existuje „celá řada možností m-learningu, které se nabízejí pro vzdělávání v „tradičním“ výukovém prostředí.“ (s. 149) Výhody mobilního vzdělávání umocňuje možnost připojení k internetu pomocí bezdrátového připojení nebo mobilních operátorů či propojení několika zařízení mezi sebou.
Dle El-Hussein a Cronje (2010 in Jackson, 2015) m-learning zahrnuje:
- mobilitu technologie
- mobilitu uživatelů (studentů)
- mobilitu učení

## Cílová skupina
M-learning propojením atraktivity každodenně používaných mobilních zařízení a výukového programu ve vhodně zvoleném rozsahu a formě přispívá k zvyšování zájmu o vzdělávání. Vzdělávání se tak nemusí týkat pouze žáků a studentů, ale taktéž pracujících, seniorů nebo rizikových skupin obyvatel (např. nezaměstnaných, s nízkou, nedostatečnou kvalifikací, opouštějící předčasně vzdělávací proces apod.), kteří si prohlubují základní znalosti a tím zlepšují své postavení na trhu práce. M-learning lze efektivně využít i pro vzdělávání osob zdravotně postižených. Nový prostor otvírá taktéž pro pedagogy, kterým m-learning rozšiřuje možnosti ve výuce a učení. V neposlední řadě m-learning využívají nejrůznější instituce a organizace.

## Možnosti využití
Možnosti využití m-learningu jsou široké. Mobilní vzdělávání zahrnuje širokou škálu učebních metod a postupů, včetně on-line prezentací, webinářů, interaktivních lekcí, mobilních prezentací, SMS testů apod. Je však nutné „vždy uvažovat o využití mobilních technologií v souvislosti s cílem a obsahem učení, s možnostmi všech aktérů učení i s limity technologií.“ (s. 150).

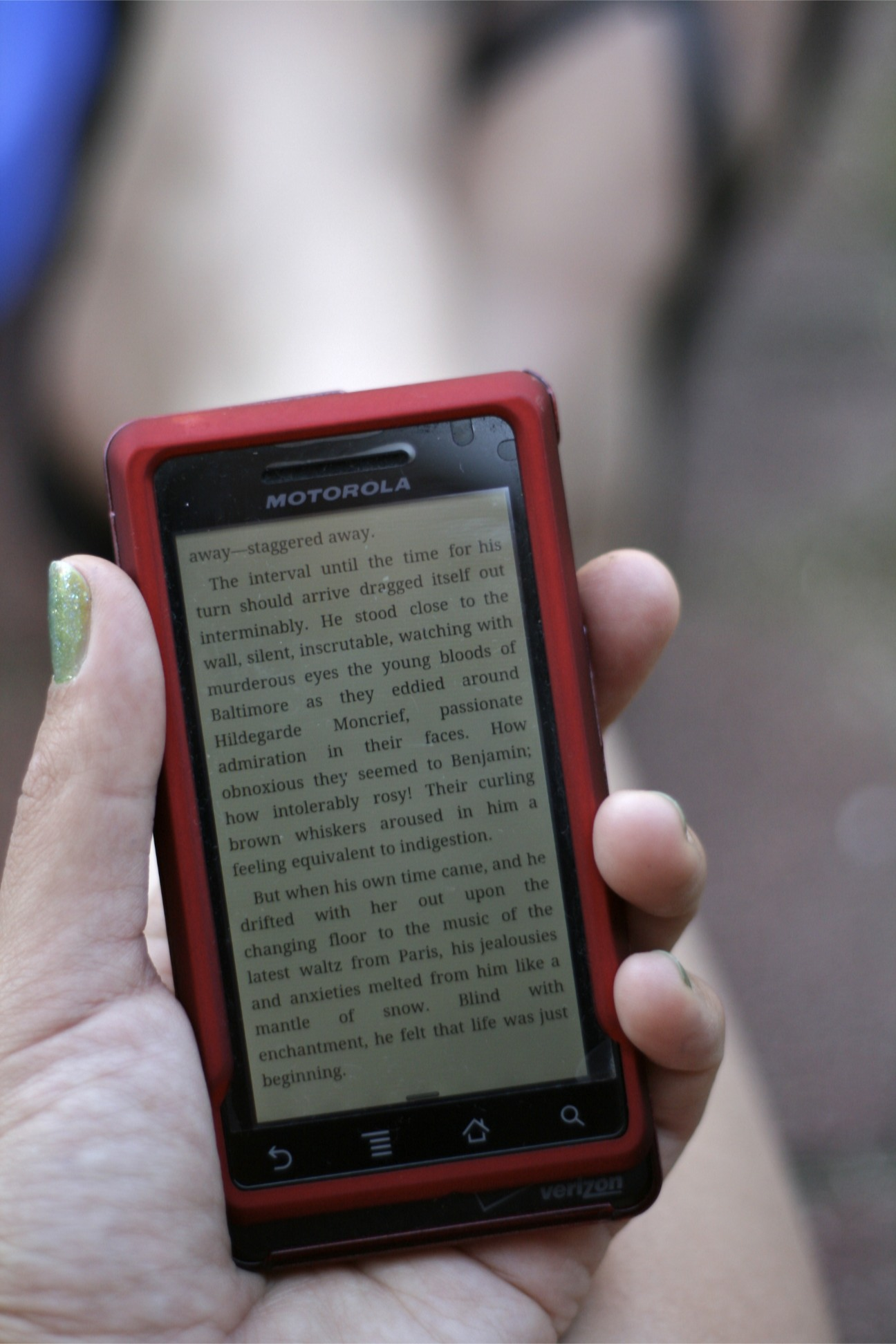
Možnost využití m-learningu

Prostřednictvím mobilního zařízení lze získávat nejnovější informace o jakémkoli tématu. Je možné si nejen přečíst informace na internetu, ale také je odeslat (třeba e-mailem), sdílet (na sociálních sítích, weblogu) nebo editovat. Mobilní zařízení lze využívat jako čtečky e-knih nebo studijních materiálů.
Jednou z dalších možností je komunikace prostřednictvím sociálních sítí, přičemž stále populárnější jsou tzv. videohovory či videokonference (online hovory s videem). Mobilní zařízení je možné využívat pro sledování videí (například webináře). Prostřednictvím mp3 přehrávače, který je dnes již většinou součástí telefonu, se lze efektivně učit cizí jazyk, jak mnoha výzkumy dokládá např. Chinnery (2006). Je také možné poslouchat zvukové záznamy z přednášek, hodin či konferencí.
Učení lze realizovat prostřednictvím hraní her, jelikož m-learning je mnohdy spojován s gamifikací. Ve vzdělávání je možné využívat hry zaměřené na rozvoj ekonomického myšlení, sociálního chování, schopnosti diskuze či spolupráce jako například Evropa 2045, GhettOut, Investland, Chemicus nebo Čeština v ZOO. Hry mohou být taktéž zaměřené na problematiku zdraví, bezpečnosti, každodenní činnosti (jako například nakupování či vaření), výuku pravidel silničního provozu, geografické znalosti (seznamování s městy) atd. Využívat lze nejrůznější aplikace, QR kódy, GPS (umožňující práci s geosociálními sítěmi), flashcards, virtuální mapy, elektronické zápisníky apod.

## Výhody
Co může m-learning přinést:
- Mobilitu studentů – možnost vzdělávání kdekoliv a kdykoliv,[3][8]
- dostupné, flexibilní, individuální učení podle vlastních preferencí a potřeb,[11][6][12]
- zvýšení zájmu o vzdělávání,[7]
- rozvoj autonomie učení,[13]
- okamžitý přístup k informacím,
- rychlou výměnu informací,[3]
- rozvoj komunikace,
- rozvoj a možnost intenzivní spolupráce,
- sdílení znalostí,[6][14]
- možnost současného vzdělávání neomezeného množství studentů,[3][8]
- přístup k výsledkům vlastního učení,[2]
- získání zpětné vazby téměř v reálném čase,[8]
- nový rozměr výuky,
- nové příležitosti pro tradiční vzdělávací instituce,[13]
- zlepšení čtenářských a početních dovedností.[11][7]

Výzkumy zjistily, že m-learning podporuje proces učení a podněcuje k větší angažovanosti, autonomii, vyjadřování vlastních názorů a zvyšování obtížnosti studia více, než tradiční formy učení.

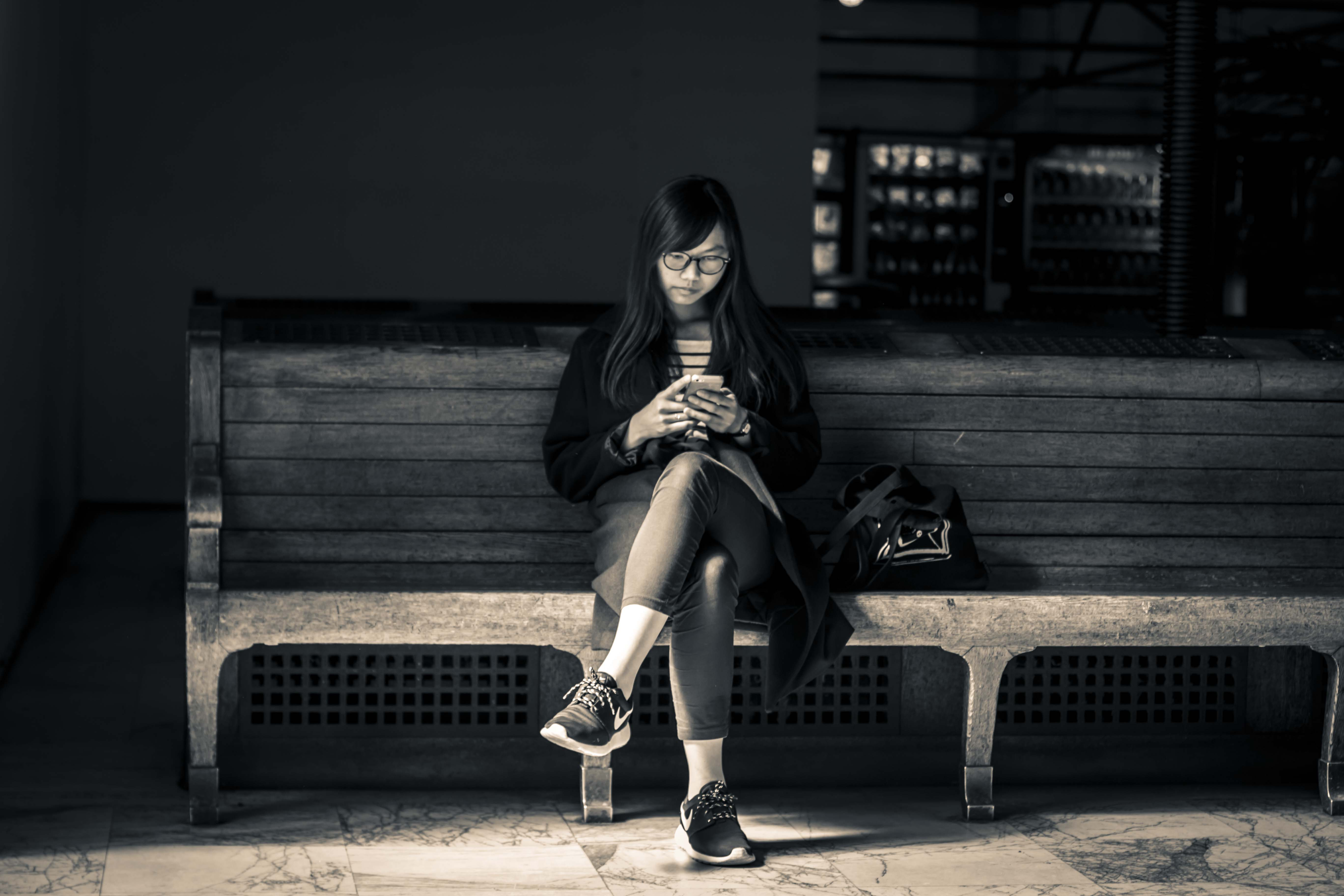
Možnost vzdělávání kdekoliv a kdykoliv

Mezinárodní tříletý projekt M-learning, realizovaný za podpory Evropské unie v letech 2001-2004, zaznamenal pozitivní dopady na rozvoj osobnostních charakteristik jedinců (zejména rizikových skupin obyvatel ve věku 16-24 let s nedostatečnými znalostmi a dovednostmi či osob dlouhodobě nezaměstnaných) jako „posílení vlastní sebeúcty a sebedůvěry pramenící z dovednosti ovládání technicky složitějších zařízení či dokonce i předávání zkušeností ostatním a uvědomění si vlastních schopností." (str. 23)
M-learning snižuje celkové náklady na vzdělávání, jelikož omezuje nebo eliminuje potřebu tradiční třídy, pedagogů, studijních materiálů, pomůcek apod., což je zároveň šetrné k životnímu prostředí. Mezi výhody se řadí také rozměry a hmotnosti mobilních zařízení a tím i jejich přenositelnost a prakticky žádné prostorové omezení např. pracovní plochy stolu.

## Nevýhody
Nevýhody m-learningu můžeme rozdělit na dvě oblasti:
Negativní stránky m-learningu související se vzděláním
M-learning je náročný na sebeřízení studenta, který je obklopen nejrůznějšími podněty mobilního zařízení, které ho mohou během výuky rozptylovat. M-learning zároveň může povzbuzovat k povrchnímu učení a získávání roztříštěných a neúplných informací.
Existují obavy z dopadu m-learningu na osobní kontakty, jelikož dle odborníků (např. Sarrab, Elgamel, Aldabbas, 2012) nedokáže nahradit face-to-face interakci. Komunikace prostřednictvím mobilních médií omezuje neverbální komunikaci, eliminuje kulturní kontext a mohla by vést k osobní izolaci. Rizikem může být i přílišná fixace studentů na digitální svět.
Využívání mobilních zařízení ve školách může přinést řadu potenciálních rizik. M-learning může vytvářet bariéry a diskriminaci mezi studenty z ekonomických či sociálních důvodů. Přístupnost a nákladové bariéry mohou vytvářet tzv. digitální propast.

Negativní stránky m-learningu související s mobilními zařízeními
Negativní stránky reflektují oblast technickou, jsou to zejména:
- Malé velikosti obrazovek,[6]
- omezená kvalita obrazu a zvuku,
- obtíže při psaní způsobené malou klávesnicí,[3][5]
- nestabilita bezdrátových sítí,[5]
- problémy se síťovým připojením,[6]
- omezená velikost paměti zařízení,[3]
- omezená kapacita úložiště,[6]
- hrozba počítačových virů,
- bezpečnost a ochrana soukromí,[2]
- ztráta dat,[18]
- nekompatibilita mezi mobilními platformami,[12]
- nutnost pravidelně dobíjet baterii zařízení.[3]

Lundin (2013) také upozorňuje, že studenti musí ovládat mobilní zařízení a orientovat se v oblasti mobilních technologií.
Některá negativa jsou vztažena především k mobilním telefonům, jelikož tablety či ultrabooky se technickou stránkou přibližují k běžným počítačům. Zároveň však lze některé z nich eliminovat (např. externí klávesnicí, SD kartou, powerbankou apod.). Mobilní zařízení se také neustále zdokonalují a přizpůsobují požadavkům spotřebitelů.

## Současný stav
Vývoj v oblasti mobilních technologií změnil pohled na mobilní zařízení jako na zařízení primárně určená k telefonování. Např. Kinuthia a Marshall (2013) uvádí, že moderní mobilní zařízení (smartphony) byly původně určeny pro komunikační a zábavní účely, nikoli pro účely vzdělávání. Nicméně někteří odborníci argumentují, že úspěch m-learningu závisí do značné míry na lidském faktoru a nikoli jen na technologii (např. Ally, Prieto-Blázquez, 2014).
Jak zdůrazňuje Gulati (2008), učení se prostřednictvím technologií se stává celosvětovým fenoménem. Mobilní technologie v oblasti výuky a učení se v poslední době staly jednou z nejdůležitějších oblastí výzkumů. Např. Dahlstrom, Brooks, Grajek a Reeves (2015) zjistili, že ačkoli notebooky jsou stále nejběžnější mobilní zařízení pro studium, stále více uživatelů začíná využívat pro akademické účely smartphony a tablety.
M-learning je dnes stále více využíván ve školách (od mateřských škol po univerzity třetího věku), na pracovištích, v armádě, ministerstvech a státních institucích, městských i venkovských oblastech po celém světě. V některých státech světa školy začaly integrovat mobilní vzdělávání do svých osnov.

## Možnosti do budoucna
M-learning může být významným pomocníkem celoživotního vzdělávání, vzdělávání osob se speciálními vzdělávacími potřebami nebo v rozvojových zemích. Vzdělávací proces tak může být dostupnější, spravedlivější, pružnější a lépe reagující na vývoj informačních a komunikačních technologií stejně jako měnících se potřeb studentů.

## Mobile Learning Week
UNESCO se věnuje výzkumům v oblasti m-learningu a organizuje každoročně konferenci nazvanou Mobile Learning Week, která je považována za přední konferenci o vzdělávání pomocí informačních a komunikačních technologií. Konference přitahuje odborníky věnující se vzdělávání z celého světa, kteří přináší různé pohledy na využití mobilních technologií ve vzdělávání, zejména ve znevýhodněných oblastech.